# Stanisław Sosabowski

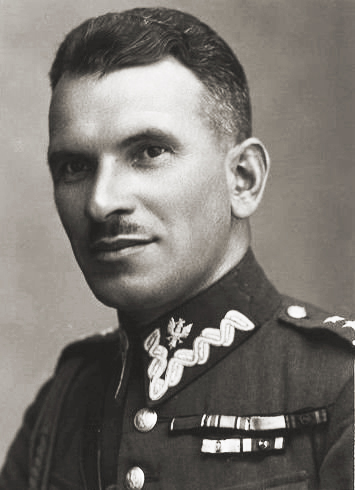
Stanisław Sosabowski jako podpułkownik Wojska Polskiego

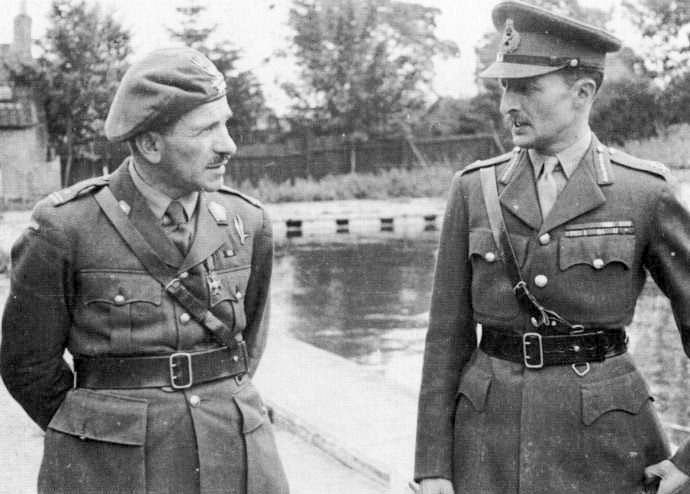
Gen. Stanisław Sosabowski (z lewej) z gen. Frederickiem Browningiem

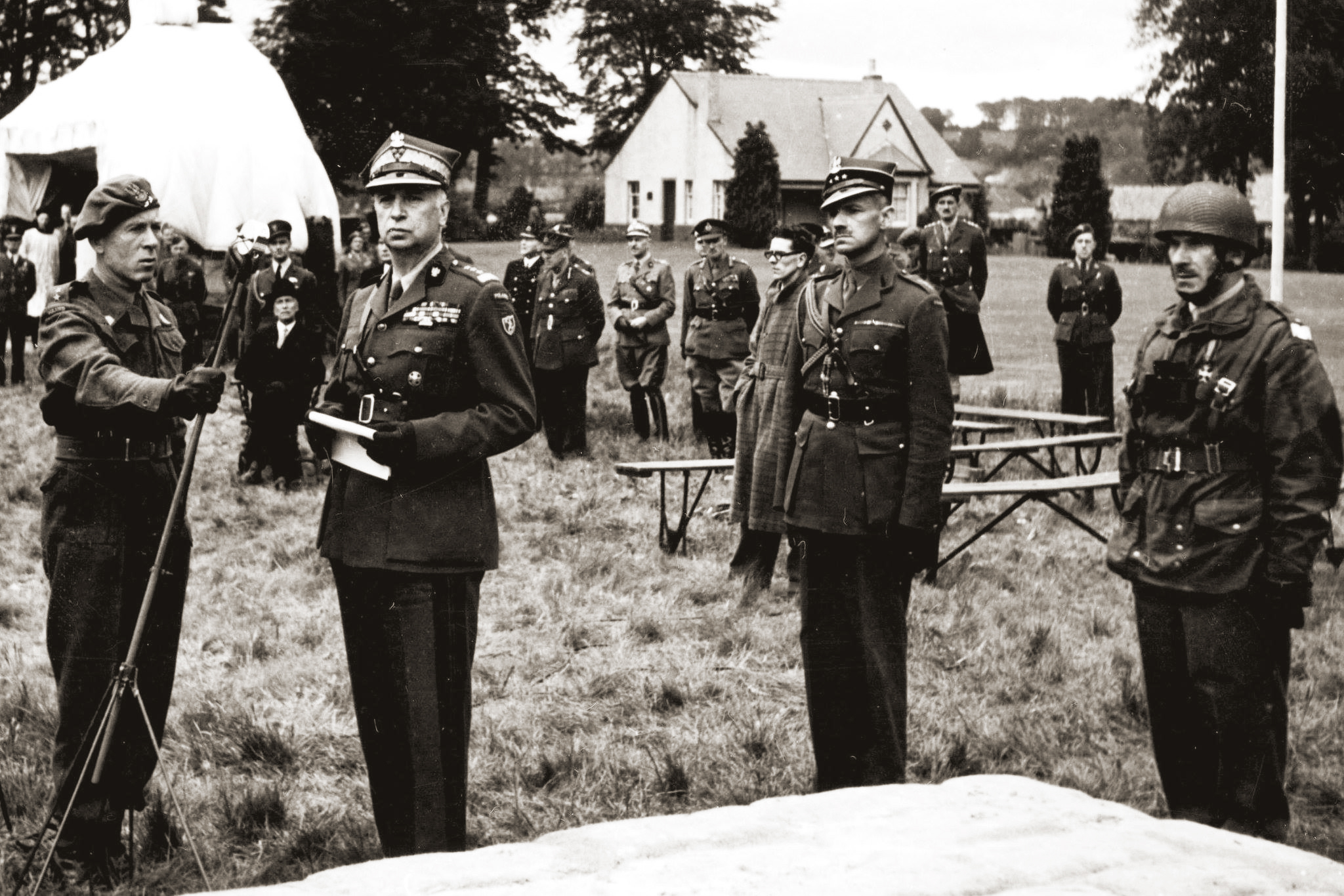
Gen. Kazimierz Sosnkowski i płk Stanisław Sosabowski podczas przeglądu żołnierzy 1 Samodzielnej Brygady Spadochronowej

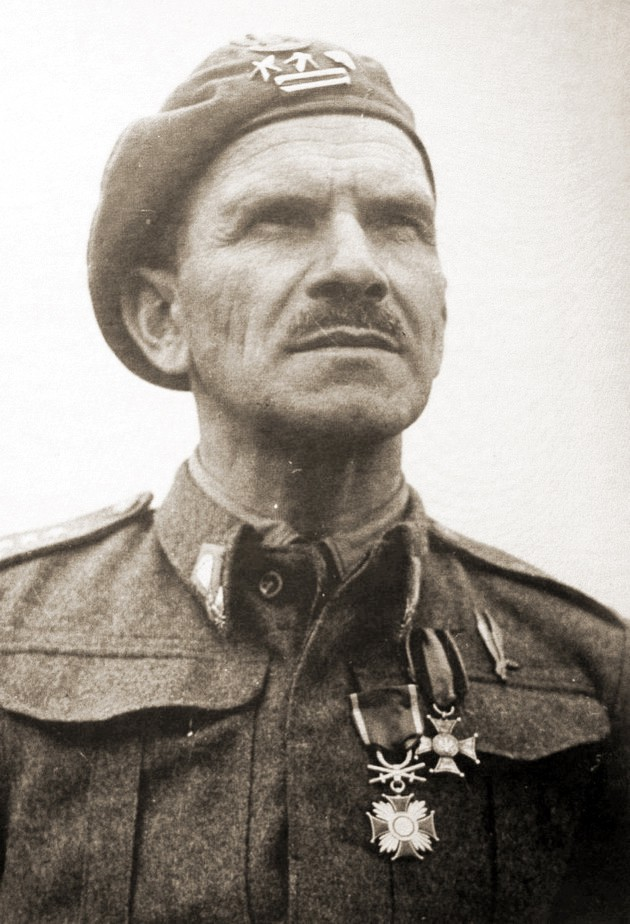
Stanisław Sosabowski (1943)

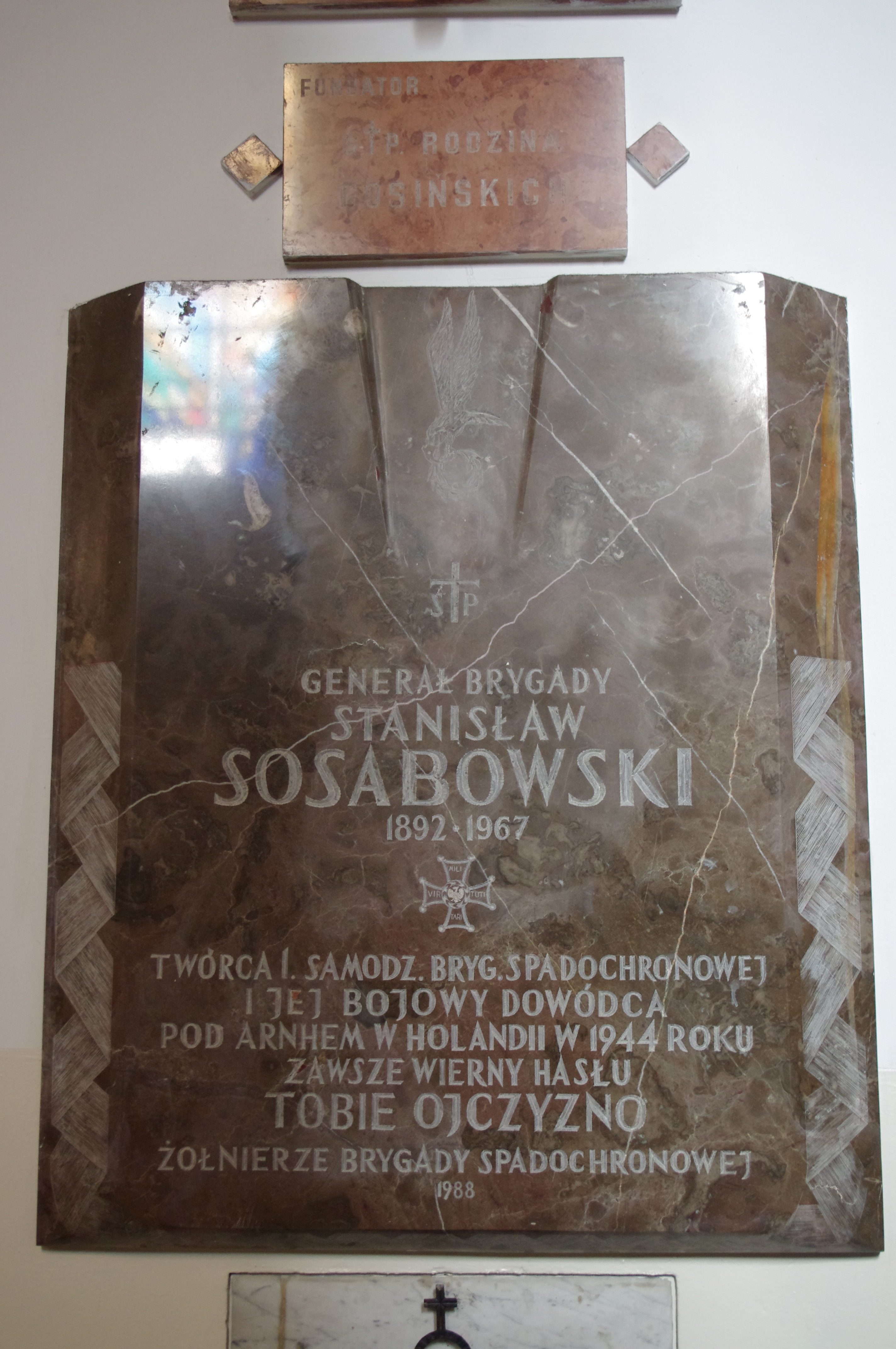
Tablica upamiętniająca Stanisława Sosabowskiego w Kościele św. Stanisława Kostki w Warszawie

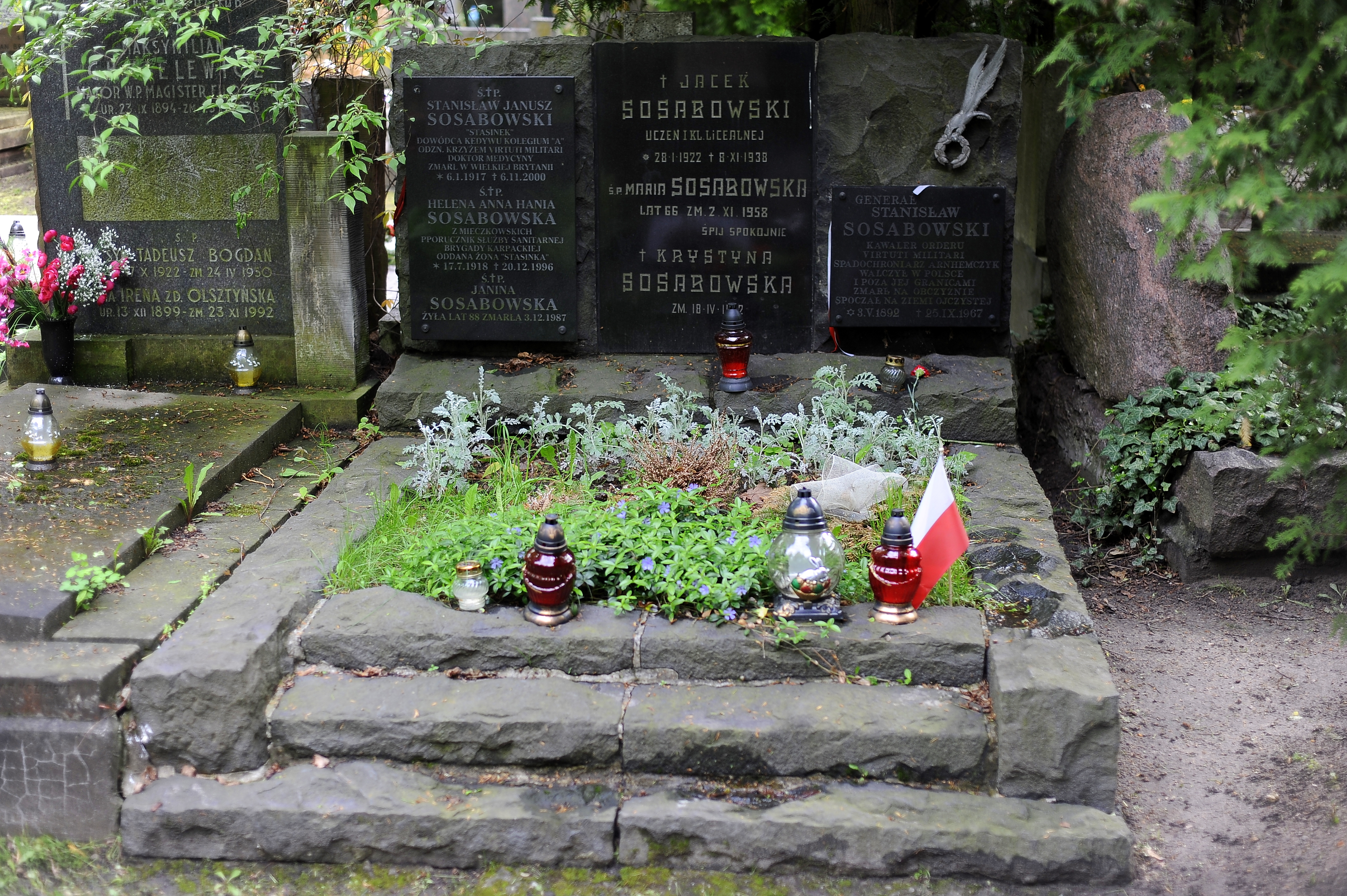
Grób Stanisława Sosabowskiego na warszawskim cmentarzu Wojskowym na Powązkach

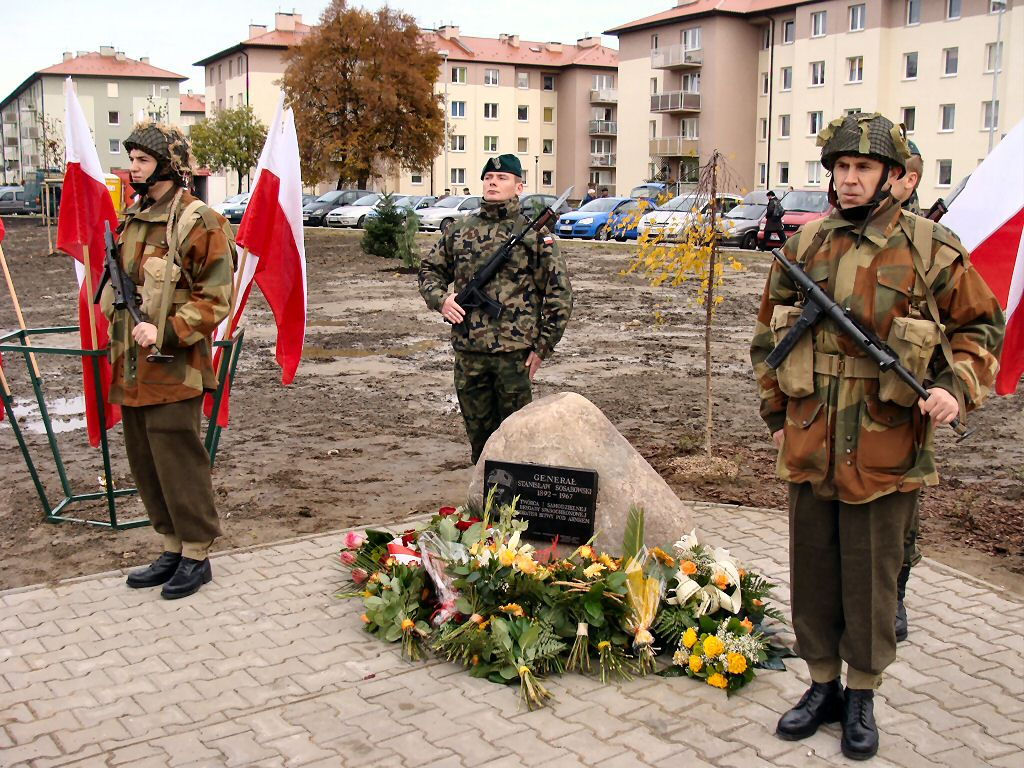
Uroczystość nadania imienia gen. Stanisława Sosabowskiego jednej z ulic w Szczecinie

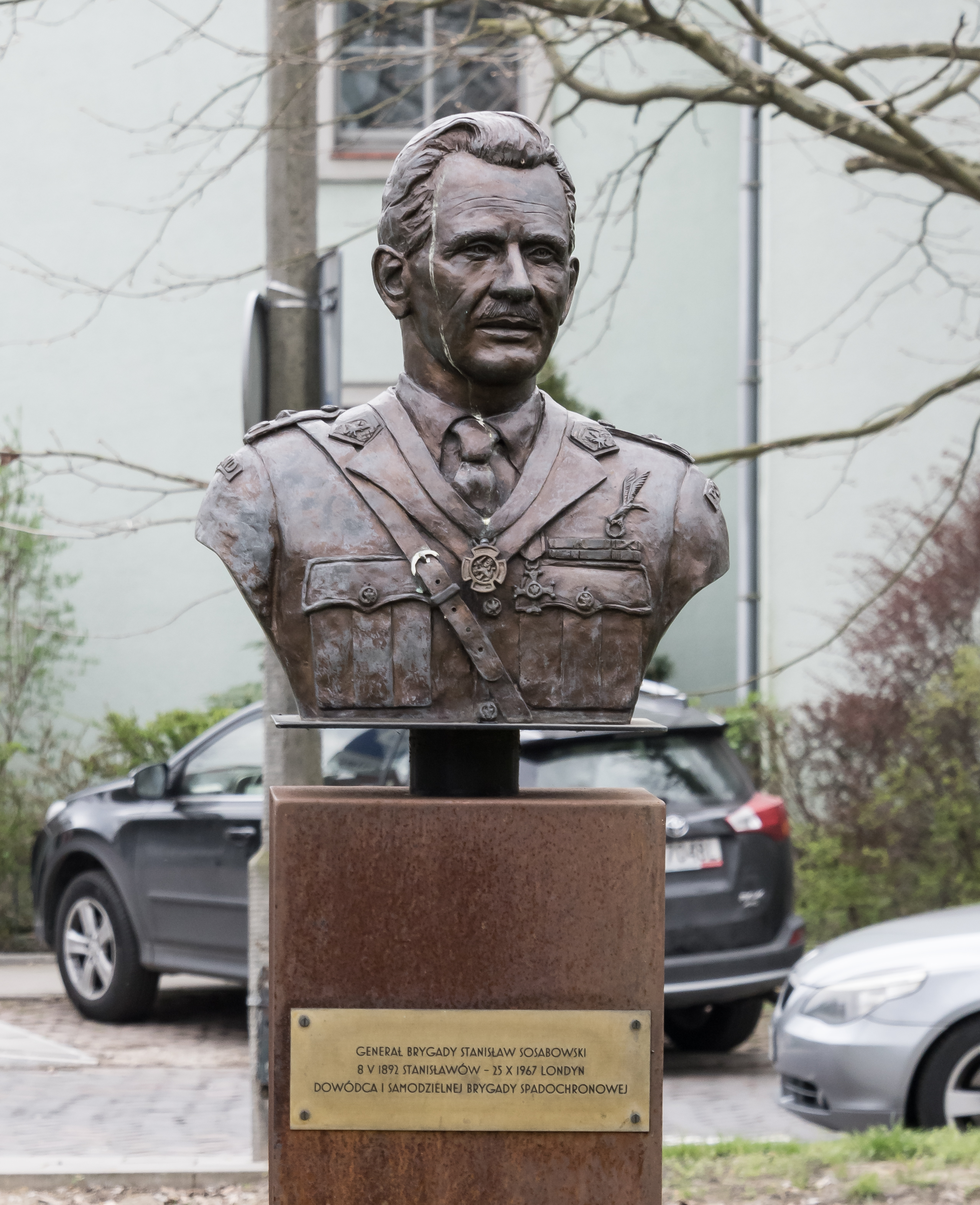
Pomnik gen. Stanisława Sosabowskiego w Warszawie

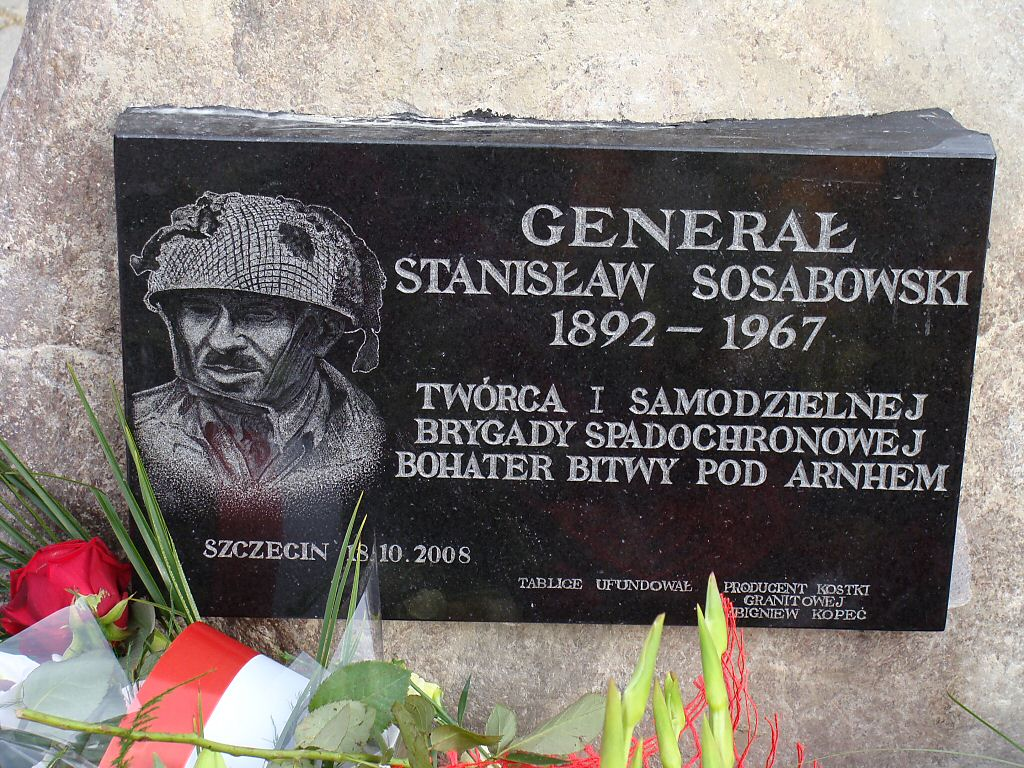
Tablica w Szczecinie upamiętniająca
gen. Stanisława Sosabowskiego

Stanisław Franciszek Sosabowski (ur. 8 maja 1892 w Stanisławowie, zm. 25 września 1967 w Londynie) – polski dowódca wojskowy, działacz niepodległościowy, członek ruchu strzeleckiego i skautingu, uczestnik I wojny światowej w szeregach armii austro-węgierskiej, pułkownik dyplomowany piechoty Wojska Polskiego, 15 czerwca 1944 roku mianowany generałem brygady, organizator i dowódca 1 Samodzielnej Brygady Spadochronowej, z którą walczył w bitwie o Arnhem. Kawaler Krzyża Srebrnego Orderu Virtuti Militari, pośmiertnie odznaczony Orderem Orła Białego.

## Dzieciństwo i wykształcenie
Urodził się i wychował w Stanisławowie, jako najstarszy z trojga rodzeństwa. Syn Władysława i Franciszki z domu Garbarskiej. Ojciec był kolejarzem. W wieku jedenastu lat stracił ojca. Brat Julian Andrzej, późniejszy podpułkownik WP, miał wówczas siedem lat, a siostra Janina – cztery. W latach 1903–1910 uczył się w siedmioklasowej cesarskiej i królewskiej Wyższej Szkole Realnej w Stanisławowie przy ulicy Sapieżyńskiej. Pomagał matce w utrzymaniu rodziny udzielając korepetycji. Jak sam pisał w swych wspomnieniach „nasze skromne bytowanie na granicy głodu polepszyło się nieco od chwili, gdy zarabiałem lekcjami”. W gimnazjum brał udział w tajnych kółkach samokształceniowych. Będąc uczniem klasy piątej został przewodniczącym wszystkich kółek samokształceniowych funkcjonujących w szkole oraz członkiem tzw. „piątki” grupującej przedstawicieli pięciu stanisławowskich szkół średnich. 30 czerwca 1910 złożył maturę z odznaczeniem.

## Działalność niepodległościowa
Od 1909 był członkiem Organizacji Młodzieży Niepodległościowej „Zarzewie” i Armii Polskiej. W 1910 kontynuował naukę w Akademii Handlowej w Krakowie, która prowadziła kursy o profilu ekonomicznym dla absolwentów szkół średnich ogólnokształcących. Na początku 1912 przerwał naukę i wrócił do Stanisławowa. W styczniu tego roku, po przemianowaniu Armii Polskiej w Polskie Drużyny Strzeleckie, został mianowany dowódcą 24 Polskiej Drużyny Strzeleckiej w Stanisławowie i awansowany na podchorążego. Był to najwyższy stopień w organizacji, w czasie pokoju. W dowodzonej przez niego drużynie służył między innymi Stanisław Lityński. Równolegle, od 11 listopada 1911 organizował skauting. Do 1913 pełnił funkcję komendanta hufca w rodzinnym mieście. Z komendy hufca zrezygnował w następstwie konfliktu z miejscowymi władzami „Sokoła”, pod auspicjami którego organizowano skauting.

## Służba w Armii Austro-Węgier
W 1913 roku został powołany do odbycia obowiązkowej służby w armii austro-węgierskiej. W sierpniu 1914, w czasie mobilizacji był kapralem w austriackim 58 pułku piechoty w Stanisławowie. Pułk w czasie pokoju wchodził w skład 30 Dywizji Piechoty XI Korpusu, a po przeprowadzeniu mobilizacji został włączony do XXII Brygady 11 Dywizji Piechoty. Na początku października, w rejonie Twierdzy Przemyśl przeszedł swój chrzest bojowy. W listopadzie jego pułk toczył walki odwrotowe od Podgórza do rejonu Zakliczyna. W styczniu 1915 pomaszerował na Górne Węgry (obecnie Słowację), gdzie w ataku na bagnety zdobył Czarną Górę. Od wiosny tego roku, w ofensywie zapoczątkowanej bitwą pod Gorlicami, maszerował wzdłuż Sanu, następnie przez Lubelszczyznę w rejon Brześcia, gdzie przeprawił się przez Bug. 15 czerwca 1915 nad rzeką Leśną został ranny w kolano z porażeniem nerwu. „Unieruchomiło to moją prawą nogę na szereg lat, zanim odzyskałem pełną władzę”. W czasie walk na froncie awansował do stopnia starszego sierżanta. „Pierś moją pokryły wszystkie dostępne podoficerom medale za waleczność łącznie z dodatkami do żołdu (...) Z moich 250 współtowarzyszy broni, którzy wyruszyli razem ze mną w pole, pozostało zaledwie trzech”. Ewakuowany do szpitala w Ołomuńcu. W trakcie leczenia zawarł związek małżeński z Marią Tokarską oraz został awansowany do stopnia podporucznika. Po rehabilitacji w zakładach ortopedycznych na Morawach otrzymał przydział do Urzędu Cenzury w Złoczowie. W 1916 został przydzielony do Dowództwa XI Korpusu stacjonującego w Morawskiej Ostrawie. Tam ukończył kurs wyszkolenia archiwalnego. W styczniu 1917 urodził mu się syn Stanisław. W lutym tego roku został przeniesiony do Bozen w Dolomitach. W miejscowym dowództwie zajmował się archiwum. Na początku 1918, na własną prośbę, przeniesiony został do Lublina i przydzielony do Generalnego Gubernatorstwa. W tym okresie awansował do stopnia porucznika i nawiązał kontakt z komendantem lubelskiego okręgu Polskiej Organizacji Wojskowej, Stanisławem Burhardt-Bukackim.

## Służba w Wojsku Polskim w latach 1918–1939
1 listopada 1918 został kierownikiem Komisji Likwidacyjnej byłego austriackiego Generalnego Gubernatorstwa w Lublinie. 15 listopada awansował do stopnia kapitana. 1 stycznia 1919 przeniesiony do Warszawy i przydzielony do Głównego Urzędu Likwidacyjnego w Ministerstwie Spraw Wojskowych. Z powodu kontuzji kolana nie brał bezpośredniego udziału w wojnie polsko-bolszewickiej i wojnie polsko-ukraińskiej. Od 1 marca 1920 do 15 marca 1921 pełnił służbę w Oddziale IV Zaopatrzenia i Komunikacji Sztabu Ministerstwa Spraw Wojskowych, kierowanym przez płk. Jana Niesiołowskiego.
3 maja 1922 roku został zweryfikowany w stopniu majora ze starszeństwem z 1 czerwca 1919 roku i 21. lokatą w korpusie oficerów intendentów. Później został przeniesiony do korpusu oficerów piechoty. W latach 1922–1923 był słuchaczem Kursu Doszkolenia Wyższej Szkoły Wojennej w Warszawie. Z dniem 15 października 1923, po ukończeniu kursu i uzyskaniu dyplomu naukowego oficera Sztabu Generalnego, przydzielony został do Oddziału IV Sztabu Generalnego WP. 12 kwietnia 1927 awansował na podpułkownika ze starszeństwem z dniem 1 stycznia 1927 i 37. lokatą w korpusie oficerów piechoty. 23 maja 1927 został przeniesiony do 75 pułku piechoty w Królewskiej Hucie na stanowisko dowódcy II batalionu. 31 października 1927 został przesunięty na stanowisko dowódcy I batalionu 75 pp w Rybniku. 26 kwietnia 1928 został wyznaczony na stanowisko zastępcy dowódcy 3 pułku strzelców podhalańskich w Bielsku. W grudniu 1929 został przeniesiony do Wyższej Szkoły Wojennej w Warszawie. Początkowo zajmował stanowisko wykładowcy, a od roku szkolnego 1930/1931 kierownika Katedry Operacyjnej Służby Sztabów. W 1937 objął dowództwo 9 pułku piechoty Legionów w Zamościu. Pod jego dowództwem 9 pułk piechoty Legionów zdobył nagrodę dywizyjną w strzelaniu oraz w okresie zimowym w jeździe na nartach.
Latem 1938 starszy syn pułkownika, Stanisław Janusz, wówczas podchorąży III rocznika Szkoły Podchorążych Sanitarnych uległ poważnemu wypadkowi. 8 października 1938 szesnastoletni Jacek Sosabowski postrzelił się śmiertelnie z pistoletu ojca. Tragedia rodzinna wstrząsnęła pułkownikiem. Został zwolniony z dowodzenia pułkiem, urlopowany i skierowany na leczenie w Sanatorium Wojskowym w Zakopanem.
21 lutego 1939 został wyznaczony na stanowisko dowódcy 21 pułku piechoty „Dzieci Warszawy” w Cytadeli Warszawskiej, a 19 marca 1939 awansował na pułkownika.

## Kampania wrześniowa 1939
W kampanii wrześniowej dowodził 21 pułkiem piechoty „Dzieci Warszawy”.
29 września dowódca Armii „Warszawa”, generał dywizji Juliusz Rómmel wydał „Rozkaz pożegnalny do 8 Dywizji Piechoty”, w którym stwierdził: „ze szczególnym uznaniem muszę podkreślić bohaterstwo, upór i ofiarność żołnierzy 21 pp pod dowództwem wyśmienitego dowódcy pułku płk dypl. Stanisława Sosabowskiego, który w najcięższych chwilach kryzysu bitwy w dniach 2.IX. do 6.IX. utrzymał swój pułk w ręku i razem z dyonem artylerii 8 pal osłonił odwrót całej dywizji, odchodząc krok za krokiem; skutecznie zatrzymał nieprzyjaciela i tym dał możność innym oddziałom swojej dywizji zebrania się i zajęcia stanowisk wyjściowych do dalszej walki. Działanie to razem z akcją płk Sosabowskiego na wschodnim brzegu Wisły oraz udział chlubny w obronie Warszawy jeszcze raz stwierdza, że 21 pp zwany pułkiem «Dzieci Warszawy», nie zawiódł i jest godzien tej zaszczytnej nazwy”. Tym samym rozkazem generał Rómmel nadał pułkownikowi dyplomowanemu Stanisławowi Sosabowskiemu Krzyż Srebrny Orderu Virtuti Militari „w uznaniu zasług i wykazane męstwo i ofiarność w czasie walk z Niemcami”.
Zgodnie z postanowieniami aktu kapitulacyjnego 30 września 1939, razem z synem, wyjechał samochodem z Warszawy do Żyrardowa, pierwszego etapu niewoli. W Żyrardowie, symulując chorobę, zbiegł z niewoli. W pierwszej dekadzie października 1939 powrócił do Warszawy i wstąpił do Służby Zwycięstwu Polski.

## Na obczyźnie

### Francja
Tam otrzymał zadanie przedarcia się przez Węgry do Francji, by przekazać meldunki o sytuacji w kraju rządowi na uchodźstwie. 21 grudnia 1939, pod przybranym nazwiskiem „Emil Hełm”, przybył do Paryża. Po przyjeździe do stolicy Francji spotkał się z Naczelnym Wodzem, generałem dywizji Władysławem Sikorskim, który przydzielił go do dyspozycji generała broni Kazimierza Sosnkowskiego. W lutym 1940 został wyznaczony na stanowisko dowódcy piechoty dywizyjnej 1 Dywizji Piechoty, która 3 maja 1940 została przemianowana na 1 Dywizję Grenadierów. Następnie był słuchaczem dwumiesięcznego kursu taktyki artylerii w Mailly-le-Camp. W kwietniu 1940 został wyznaczony na stanowisko dowódcy piechoty dywizyjnej 4 Dywizji Piechoty.
W kwietniu 1940 dywizja przeniosła się do obozu w Parthenay. Tam zastał ją początek działań na froncie zachodnim. Mimo nalegań dowódców jednostki i polskiego rządu, Francja zwlekała z dostarczeniem niezbędnego zaopatrzenia. Gdy w końcu sprzęt dotarł, nie było już czasu na wyszkolenie rekrutów. Do wybuchu działań wojennych jedynie ok. 3150 żołnierzy (spośród 11 000) otrzymało broń. Wobec tego dowódca dywizji gen. bryg. Rudolf Dreszer podjął 16 czerwca decyzję o przebijaniu się jednostki w kierunku portów atlantyckich. 19 czerwca Sosabowskiemu udało się dotrzeć do portu w La Pallice, skąd wraz z 6000 żołnierzy dywizji został ewakuowany do Wielkiej Brytanii.

### Wielka Brytania
Natychmiast po dotarciu do Wielkiej Brytanii Sosabowski zgłosił się do polskiego sztabu, gdzie otrzymał przydział na dowódcę formującej się właśnie 4 Brygady Kadrowej Strzelców. Początkowo planowano jej przeniesienie na jakiś czas do Kanady, gdzie miała zostać uzupełniona ochotnikami spośród tamtejszej Polonii. Jednak wkrótce okazało się, że wyjazd skadrowanej brygady za ocean jest nie tylko trudny z powodów logistycznych i transportowych, ale też bezcelowy: nie było tam wystarczającej liczby Polaków.
Sosabowski postanowił ze swej brygady utworzyć pierwszą w historii Wojska Polskiego jednostkę spadochronową. Powstał ośrodek szkoleniowy w Largo House zwany „małpim gajem”, w którym prowadzono szkolenia, natomiast skoki spadochronowe odbywały się na lotnisku Ringway: „Gdy przyjdzie chwila, jak orły zwycięskie spadniecie na wroga – mówił na ćwiczeniach w Szkocji 23 września 1941 gen. Sikorski – i przyczynicie się pierwsi do wyzwolenia naszej ojczyzny. Jesteście odtąd Pierwszą Brygadą Spadochronową...”. Tym samym gen. Sikorski nadał brygadzie oficjalną nazwę i pozostawił ją do swej wyłącznej dyspozycji.
Hasłem brygady było „Najkrótszą drogą!”, co znaczy, że jako pierwsi powrócą do Polski tą właśnie drogą – na spadochronach. Dowódcę zaś – jako znakomitego fachowca – wysoko cenili także Brytyjczycy, zwykle niechętni obcokrajowcom. We wrześniu 1943 gen. Frederick Browning, wysoki oficer brytyjskich wojsk powietrznodesantowych, złożył płk. Sosabowskiemu wręcz niezwykłą propozycję: zaproponował mu objęcie dowództwa brytyjsko-polskiej dywizji spadochronowej. Brygada liczyła wówczas ok. tysiąca żołnierzy. Resztę – 11 tysięcy – mieli stanowić Brytyjczycy, a płk Sosabowski miał otrzymać automatycznie awans na generała. Sosabowski odmówił. 15 czerwca 1944 płk Sosabowski awansował do stopnia generała brygady. 
W pierwszych dniach sierpnia przyszła wiadomość o wybuchu powstania w Warszawie. W brygadzie wszyscy byli gotowi do lotu nad Warszawę, jednak rozkazu do startu ze strony Brytyjczyków nie było, zarówno z przyczyn politycznych, wojskowych, jak i technicznych. Wraz z upływającymi kolejnymi dniami powstania narastała w Brygadzie atmosfera buntu, którego zarzewie w kilku kompaniach generał musiał gasić swoim autorytetem. Nie wiedział, że jego syn Stanisław Janusz Sosabowski – lekarz, porucznik AK i dowódca plutonu „Stasinek” utracił w powstańczych walkach wzrok. Brytyjczycy zagrozili rozbrojeniem brygady. Nowy Wódz Naczelny gen. Sosnkowski pod naciskiem aliantów podjął decyzję o przekazaniu 1.SBS do dyspozycji naczelnego dowództwa sprzymierzonych.

#### Operacja Market-Garden
Ostatecznie Brygada wzięła udział w największej w II wojnie światowej operacji powietrznodesantowej sprzymierzonych, noszącej kryptonim Market Garden. Miała razem z brytyjską 1. Dywizją Powietrznodesantową zająć most na Dolnym Renie. Część Brygady dotarła pod Arnhem w zrzutach 18 i 19 września. Zrzut większości Brygady, na czele z Sosabowskim, miał nastąpić 20 września, jednak przełożono go na następny dzień ze względu na złe warunki pogodowe. Zmieniono również strefę zrzutu: spadochroniarze wylądowali w Driel na południowym brzegu Renu, gdzie znajdowało się mniej niemieckich jednostek. Tymczasem Brytyjczycy pod dowództwem gen. Roberta Urquharta, wyparci z Arnhem przez niemieckie oddziały pancerne, bronili się na zachód od miasta, w Oosterbeek na północnym brzegu - zamierzali ponownie zaatakować Arnhem po dotarciu brytyjskiego XXX Korpusu Pancernego. Urquhart poprosił Sosabowskiego o przybycie z pomocą, jednak w nocy z 21 na 22 września okazało się to niemożliwe (nie znaleziono promu, który miał się znajdować w okolicach Driel). 22 września do brygady Sosabowskiego dotarły oddziały zwiadowcze brytyjskiego XXX Korpusu Pancernego. Niemiecki atak na pozycje zajmowane przez Polaków tego samego dnia został odparty. Następnej nocy podjęto próbę sforsowania Renu na dmuchanych gumowych łódkach dostarczonych przez Brytyjczyków z Oosterbeek, jednak wszystkie one zostały przez Niemców zniszczone i jedynie kilkudziesięciu żołnierzy zdołało się przeprawić.
23 września do Driel przybyła część brytyjskiej 43. Dywizji Piechoty z nowymi łodziami. W nocy z 23 na 24 przeprawiono nimi pod niemieckim ostrzałem około 150 kolejnych żołnierzy. Gdy z 16 łodzi pozostały 3, zaniechano dalszej przeprawy. 24 września do Driel przybył dowódca brytyjskiego XXX Korpusu, gen. Brian Horrocks. Ocenił sytuację operacji jako bardzo trudną - Niemcy stawiali zaciekły opór XXX Korpusowi na południe od Arnhem i zablokowali drogę do innego mostu na Renie, zlokalizowanego kilkanaście kilometrów na zachód od Driel. Brytyjczycy gen. Urquharta w Oosterbeek, dysponując resztkami amunicji, zdziesiątkowani ostrzałem artyleryjskim, odpierali kolejne niemieckie ataki. 
Podczas spotkania Horrocksa, Sosabowskiego, gen. Fredericka Browninga i dowódcy brytyjskiej 43. Dywizji Piechoty, Ivora Thomasa, w pobliskim Valburgu zdecydowano, że kolejnej nocy przeprawieni zostaną kolejni żołnierze brytyjscy i polscy. Sosabowski ostro zaprotestował, obawiając się kolejnych strat wśród swoich ludzi. Ostatecznie przeprawiło się jedynie 350 Brytyjczyków z 43. Dywizji, a Polacy pozostali w okolicach Driel, gdyż łodzie dotarły zbyt późno. Kolejnej nocy, z 25 na 26 września, brytyjscy i kanadyjscy inżynierowie zorganizowali ewakuację resztek 1. Dywizji Powietrznodesantowej na południowy brzeg Renu. Do rana przeprawiono większość żołnierzy, w tym 160 Polaków, którzy razem z Brytyjczykami z 43. Dywizji osłaniali przeprawę. Jednakże nie wszyscy osłaniający przeprawę zdążyli się ewakuować przed świtem: po kilkudziesięciu żołnierzy polskiej Brygady i 43. Dywizji dostało się do niewoli.
Sosabowski razem ze swoją brygadą pozostali w Holandii do października, kiedy przeniesiono ich z powrotem do Wielkiej Brytanii. Za bitwę pod Arnhem generał został odznaczony Krzyżem Walecznych. W listopadzie gen. Browning, pozostający w konflikcie z Sosabowskim już od czasu przygotowań do operacji Market Garden, zażądał odebrania mu dowództwa Brygady. Rozkazem z 27 grudnia 1944 1. SBS została odebrana Sosabowskiemu, którego mianowano inspektorem Jednostek Etapowych i Wartowniczych.

## Lata powojenne
W lipcu 1948 gen. Stanisław Sosabowski został zdemobilizowany. Miał już wtedy przy sobie ociemniałego syna wraz z żoną, których udało się ściągnąć z Polski. Pozostał na emigracji w Wielkiej Brytanii i pracował jako robotnik magazynowy w fabryce silników elektrycznych, później telewizorów. Jak sam napisał: „przez 17 lat pracowałem w fabryce jako oficjalnie nie znany, prowadząc żywot podwójny: zwykłego robotnika przez 5 dni w tygodniu, „jako szeregowiec fabryczny” – „Stan”, oraz dostojny żywot polskiego generała, poniekąd „ojca” polskich spadochroniarzy, znanego wśród swoich i Brytyjczyków, Amerykanów i Holendrów”. Przystąpił do Koła Lwowian w Londynie. Wśród swoich żołnierzy nosił wciąż przydomek „Sosab”. Mimo anonimowości w fabryce, jego doświadczenie w planowaniu operacji wojskowych przyniosło zaskakujące efekty – Sosabowski rzekomo opracował nieoficjalny, ale niezwykle skuteczny system organizacji pracy magazynowej, który pozwalał firmie na skrócenie czasu przeładunku towarów o prawie 20%. Zyskiwał tym szacunek wśród robotników, choć pozostawał „Sosabem”, generałem jedynie dla tych, którzy wiedzieli o jego przeszłości.
Wraz z żołnierzami swojej Brygady był zrzeszony w Związku Polskich Spadochroniarzy i odbywał z nimi coroczne spotkania, organizowane w Instytucie im. gen. Sikorskiego w Londynie w rocznicę sformowania jednostki przy jej sztandarze. Z uwagi na chorobę serca nie przybył na spotkanie stowarzyszenia w dniu 24 września 1967 roku. Zmarł nazajutrz, 25 września 1967, na zawał serca w szpitalu, w londyńskiej dzielnicy Hillingdon w wieku 75 lat. Pogrzeb odbył się 30 września 1967 w kościele św. Andrzeja Boboli w Londynie.
W 1969 wciąż wierni swemu dowódcy spadochroniarze generała przywieźli jego prochy do Polski, gdzie spoczęły – zgodnie z jego wolą – na Cmentarzu Wojskowym na Powązkach w Warszawie (kwatera A19-7-10/11). W tym miejscu zostali pochowani także jego żona Maria (zm. 1958) i syn Stanisław Janusz (zm. 2000).

## Upamiętnienie
- 9 czerwca 1982 roku – powstała w Łodzi 27 Spadochronowa Drużyna Harcerzy i Harcerek im gen. Stanisława Franciszka Sosabowskiego
- 1987 – nadanie sztandaru 27 Spadochronowej Drużynie Harcerskiej w Lodzi, oraz odsłonięcie 2 w Polsce Izby pamięci poświęconej 1 Samodzielnej Brygadzie Spadochronowej
- 25 czerwca 1983 – nadanie imienia gen. Stanisława Franciszka Sosabowskiego 7 Harcerskiej Drużynie Czerwonych Beretów z Lęborka.
- Ciche nadanie nazwy Sosabowskiego ulicy w Warszawie na Gocławiu, w obrębie bronionego w 1939 r. odcinka Grochów.
- 25 września 1989 – Poczta Polska z okazji 45. rocznicy desantu pod Arnhem wyemitowała w nakładzie 1,6 mln sztuk znaczek pocztowy o nominale 210 złotych z wizerunkiem Sosabowskiego[25].
- 1995 – Szkoła Podstawowa nr 69 im. gen. Stanisława Sosabowskiego w Gdańsku.
- 17 listopada 2003 – Narodowy Bank Polski wyemitował upamiętniającą Sosabowskiego srebrną monetę kolekcjonerską o nominale 10 złotych oraz towarzyszącą jej monetę okolicznościową ze stopu nordic gold o nominale 2 złotych[26].
- 31 maja 2006 – Beatrix, królowa Holandii przyznała generałowi pośmiertnie Medal Brązowego Lwa.
  - Chorągiew 1. Samodzielnej Brygady Spadochronowej została udekorowana Wojskowym Orderem Wilhelma.
- 15 września 2006 – w Oosterbeek (w miejscu przeprawy żołnierzy gen. Sosabowskiego z 1 SBS na północnym brzegu Renu) została odsłonięta tablica z nazwą „Generaal Sosabowskiwaard” (Polder Generała Sosabowskiego), nadana przez Gminę Renkum.
- 16 września 2006 – w ramach 62 rocznicy obchodów bitwy pod Arnhem odbyło się uroczyste odsłonięcie przez brytyjskich weteranów pomnika generała Sosabowskiego w Driel.
- 5 lipca 2007 – Jednostka Strzelecka 2031 Związku Strzeleckiego „Strzelec” OSW w Rybniku otrzymuje imię gen. bryg. Stanisława Sosabowskiego.
- 7 października 2007 – nadanie sztandaru 7 Harcerskiej Drużynie Czerwonych Beretów im. gen. Stanisława Franciszka Sosabowskiego z Lęborka.
- 18 czerwca 2008 – premiera filmu dokumentalnego „Honor generała”, reż. Joanna Pieciukiewicz[27] w TVP Polonia.
- 18 października 2008 – w Szczecinie odsłonięto tablicę poświęconą generałowi i nadano jednej z ulic jego imię.
- W 2008 roku gen. Sosabowski został ogłoszony patronem Gimnazjum nr 27 w Szczecinie.
- 26 września 2009 – odsłonięcie tablicy na Centrum Kultury Praga Południe – ul. Podskarbińska, w pobliżu ul. Grochowskiej, na linii obrony odcinka Grochów (nazwa pochodzi od okręgu Grochów zbliżonego powierzchnią do dzisiejszej dzielnicy Praga Pd.); propozycja wystawienia pomnika w dzielnicy.
- 29 września 2009 roku Decyzją MON Nr PF-42/Org./P1 6.Brygada Desantowo-Szturmowa otrzymuje nazwę 6.Brygada Powietrznodesantowa im. gen. Stanisława F. Sosabowskiego
- 11 września 2011 Binowo – nadanie sztandaru 64 Obronnej Drużynie Starszoharcerskiej im. gen. bryg. Stanisława Franciszka Sosabowskiego ze Szczecina w ramach obchodów 30-lecia drużyny
- 9 maja 2012 – Senat RP podjął uchwałę w sprawie uczczenia 120. rocznicy urodzin Generała Stanisława Franciszka Sosabowskiego i ustanowienia września 2012 roku miesiącem Jego pamięci[28]
- 18 maja 2012 – nadanie sztandaru Gimnazjum nr 27 im. gen. bryg. Stanisława Franciszka Sosabowskiego w Szczecinie
- 17 września 2012 – odsłonięcie przez harcerzy z 7 Harcerskiej Drużyny Czerwonych Beretów tabliczek z nazwą ul. gen. Sosabowskiego na Osiedlu Harcerzy w Lęborku[29]
- 1 września 2013 – odsłonięcie popiersia generała w parku im. Henryka Jordana w Krakowie[30]
- 23 września 2017 – odsłonięcie pomnika gen. Stanisława Sosabowskiego w Warszawie przy al. Wojska Polskiego[31].
- 7 października 2017 – odsłonięcie pomnika gen. Stanisława Sosabowskiego w Lęborku przy ul. Armii Krajowej 16[32]
- 13 grudnia 2017 – na mocy Zarządzenia zastępczego Wojewody Wielkopolskiego Zbigniewa Hoffmanna dawna aleja Braterstwa Broni na poznańskiej Cytadeli otrzymała nazwę alei gen. Stanisława Sosabowskiego[33]
- 15 lutego 2020 – nadanie sztandaru i imienia Szkole Podstawowej nr 2 w Proszowicach im. 6 Brygady Powietrznodesantowej gen. bryg. Stanisława Sosabowskiego i odsłonięcie tablicy pamiątkowej upamiętniającej to wydarzenie[34]
- 2 września 2023 - Polska Szkoła w Glasgow (Szkocja) przyjęła imię gen. Stanisława Sosabowskiego[35]

## Ordery i odznaczenia
- Order Orła Białego (pośmiertnie 6 listopada 2018)[36]
- Krzyż Srebrny Orderu Wojennego Virtuti Militari[37] nr 12236[38]
- Krzyż Komandorski z Gwiazdą Orderu Odrodzenia Polski (pośmiertnie, 1988)[39]
- Krzyż Niepodległości (9 października 1933)[40][41][37]
- Krzyż Kawalerski Orderu Odrodzenia Polski (2 maja 1923)[42][43][44]
- Krzyż Walecznych (dwukrotnie)[37]
- Złoty Krzyż Zasługi z Mieczami[37]
- Złoty Krzyż Zasługi (19 marca 1937)[45][46]
- Medal Pamiątkowy za Wojnę 1918–1921[47]
- Srebrny Wawrzyn Akademicki (7 listopada 1936)[48]
- Medal Dziesięciolecia Odzyskanej Niepodległości[47]
- Srebrny Medal za Długoletnią Służbę[37]
- Brązowy Medal za Długoletnią Służbę[37]
- Złoty Medal Waleczności (Austria)[37]
- Srebrny Medal Waleczności (Austria)[37]
- Krzyż Oficerski Orderu Korony Rumunii (Rumunia)[37]
- Krzyż Oficerski Orderu Orła Białego (Królestwo SHS, 1926)[49]
- Krzyż Oficerski Orderu Świętego Sawy (Królestwo SHS, 1926)[49]
- Komandor Orderu Imperium Brytyjskiego honorowy, kategoria wojskowa (Wielka Brytania, 1943)[37]
- Znak Spadochronowy numer ( zwykły/bojowy ) 1504/1
- Medal Obrony 1939–1945 (Wielka Brytania)[37]
- Medal Wojny 1939–1945 (Wielka Brytania)[37]
- Gwiazda Francji i Niemiec (Wielka Brytania)[37]
- Medal Brązowego Lwa (Holandia, pośmiertnie 2006)[50]

## Dorobek pisarski
Wspomnienia:
- Najkrótszą drogą. Warszawa: Bellona, 1992, s. 346. ISBN 83-11-07918-8.
- Droga wiodła ugorem. Wspomnienia. Kraków: Wyd. Literackie, 1990, s. 372. ISBN 83-08-02236-7.
- Freely I served. Nashville: The Battery Press, 1982, s. 203. ISBN 0-89839-061-3.

Opracowania:
- Wychowanie żołnierza-obywatela, Warszawa 1931.
- Kwatermistrzostwo w polu, 1935.

Artykuły:
- Armia i przemysł, „Polska Zbrojna” Nr 79 z 30 grudnia 1921 r., s. 4–5.
- Odpowiedzialność w administracji państwowej, „Polska Zbrojna” Nr 147 z 3 czerwca 1922 r., s. 2.
- Powrót, „Polska Zbrojna” Nr 166 z 23 czerwca 1922 r., s. 1–2.
- Depresja w sferach oficerskich, „Polska Zbrojna” Nr 263 z 26 września 1923 r., s. 3.

## Odniesienia w kulturze masowej
- W 1974 amerykański dziennikarz i pisarz Cornelius Ryan wydał książkę pod tytułem A Bridge Too Far(inne języki) (polski tytuł: O jeden most za daleko, wyd. 1 – 1979), opisującą operację Market-Garden. W ekranizacji książki w postać Sosabowskiego wcielił się Gene Hackman.